# Liz Pichon
Liz Pichon (narozen 16. srpna 1963 v Londýně, v Anglii) je britská ilustrátorka a spisovatelka dětské literatury. Od listopadu 2011 žije v Brightonu.
Studovala grafický design na Camberwell School of Art v Londýně. Pracovala jako umělecká ředitelka v hudebním vydavatelství Jive Records. Poté začala pracovat na volné noze jako ilustrátorka a spisovatelka dětských knih. Mezi její nejznámější knihy patří Velmi Ošklivý Bug, dětské obrázkové knihy.

## Knihy
- The VERY Ugly Bug (Londýn: Little Tiger Press, 2004)
- My Big Brother, Boris (Scholastic, 2004)
- Bored Bill (Little Tiger Press, 2015)
- Penguins (London: Gullane Children's Books, 2008)
- The Three Horrid Pigs and the Big Friendly Wolf (Little Tiger Press, 2008)

### série Tom Gates
Romány napsala a ilustrovala Liz Pichon.
| #Ne. knihy | Název                                                         | Datum vydání Book | Stránky |
| ---------- | ------------------------------------------------------------- | ----------------- | ------- |
| 1          | Úžasný deník - Tom Gates                                      | 4. dubna 2011     | 239     |
| 2          | Super hustý výmluvy!                                          | 1. září 2011      | 340     |
| 3          | Všechno je fakt šílený!                                       | 1. března 2012    | 404     |
| 4          | Geniální nápady (většinou)                                    | 6. září 2012      | 307     |
| 5          | Best Book Day Ever (So Far)                                   | 7. března 2013    | 96      |
| 6          | Naprosto fantastický (skoro ve všem)                          | 4. dubna 2013     | 249     |
| 7          | Extra speciální (po)choutky                                   | 17. října 2013    | 219     |
| 8          | A Tiny Bit Lucky                                              | 8. května 2014    | 258     |
| 9          | Yes, No (Maybe.)                                              | 7. května 2015    | 257     |
| 10         | Top Of The Class (Nearly)                                     | 8. října 2015     | 221     |
| 11         | Super Good Skills (Almost)                                    | 5. května 2016    | 235     |
| 12         | DogZombies Rule (For Now)                                     | 6. října 2016     | 223     |
| 13         | Family Friends and Furry CreaturesRodinné a chlpaté stvorenia | 4. května 2017    | 388     |

### Jako ilustrátorka (vybrané)
- Twilight Rhymes Moonlight Verse, sestaveno Mary Joslin (Oxford: Lion Children's Books, 1997)
- Spinderella, autor: Julia Donaldson (Egmont UK, 2002)
- Beautiful Bananas, Elizabeth Laird (Oxford, 2003)
- The Three Billy Goats Fluff, Rachael Mortimer (Hodder Children ' s Books, 2010)
- Red Riding Hood and the Sweet Little Wolf, Rachael Mortimer (Hodder, 2012)

## Ocenění
Kniha Brilliant World of Tom Gates (2011), první v sérii s Tomem Gatesem získala v roce 2011 cenu Roald Dahl Funny Prize (7-14 let), v roce 2012 pak získala Red House Children 's Book Award (mladší čtenáři), a také Waterstone 's Children' s Book Prize (ve věku 5-12 let). Čtvrtý svazek série Tom Gates: Geniální nápady (většinou) vyhrál 2013 Blue Peter Book Award (nejlepší příběh).
- 2004: Silver Award, Nestlé Smarties Book Prize (0-5 let), Můj Velký Bratr Boris
- 2008: Finalista, Red House Children ' s Book Award a Stockport Schools Book Award, Tři Hrozné Prasata a Velké Přátelské Vlk